# 貝爾伍德 (阿拉巴馬州)
貝爾伍德（英語：Bellwood）是一個位於美國阿拉巴馬州傑尼瓦縣的非建制地區。該地的面積和人口皆未知。

## 地理
貝爾伍德的座標為31°10′24″N 85°47′36″W / 31.173333°N 85.793333°W，而該地最高點為海拔高度41米（即135英尺）。